# Gmina Center (hrabstwo Calhoun)

Położenie Gminy Center w hrabstwie Calhoun

Gmina Center (ang. Center Township) – gmina w USA, w stanie Iowa, w hrabstwie Calhoun. Według danych z 2000 roku gmina miała 1195 mieszkańców.